# Símbolo y señal
Símbolo y señal: en busca del Arca de la Alianza perdida (título original: The Sign and the Seal: The Quest for the Lost Ark of the Covenant) es un libro pseudoarqueológico  de 1992 del autor británico Graham Hancock, en el que describe su búsqueda del Arca de la Alianza y propone una teoría de sus traslados y paradero actual.

## Resumen
Graham Hancock propone que el arca fue retirada del Templo de Salomón en Jerusalén por los sacerdotes del templo durante el reinado de Manasés de Judá, alrededor del año 650 a. C., y que pasó unos doscientos años en un templo construido especialmente para ese fin en Elefantina (Egipto). Alrededor del año 470 a. C., fue transportado a Etiopía a través de afluentes del río Nilo, donde se conservó en la isla Tana Qirqos durante unos ochocientos años más como centro de una fuerte comunidad judía establecida allí. Finalmente, llegó a manos de la incipiente Iglesia ortodoxa etíope en el siglo V, quienes lo llevaron a su capital, Axum, donde supuestamente permanece hasta el día de hoy en la Iglesia de Nuestra Señora María de Sion. La Iglesia etíope cree que el Arca se conserva efectivamente en esa iglesia, pero, a diferencia de lo que afirma el libro, creen que fue traída a Etiopía por Menelik I, robada del Templo de Salomón durante el reinado del propio rey Salomón, unos doscientos años antes de los acontecimientos descritos en el libro.
Hancock también afirma que el Santo Grial y el Arca de la Alianza posiblemente sean la misma reliquia como resultado de su estudio comparativo de la epopeya germana Parzival de Wolfram von Eschenbach, la epopeya nacional etíope Kebra Nagast, las leyendas del Preste Juan y la iconografía de la Catedral de Chartres.
El autor afirma además que los Caballeros Templarios buscaron el Arca de la Alianza, entre otras reliquias, en el Monte del Templo en Jerusalén en el siglo XII. Es probable que un rey etíope en el exilio en Jerusalén (Lalibela), estableciera contacto con los Caballeros Templarios. Esta afirmación está respaldada por el legado arquitectónico de la ciudad de Lalibela, construido durante el reinado del rey del mismo nombre, de la que la Iglesia de San Jorge es de particular interés, en relación con el desarrollo de la arquitectura gótica.
La Iglesia de Etiopía, aparentemente temerosa de perder el Arca ante los templarios, envió emisarios al papa Clemente V en 1306; de ahí que el temor de la Iglesia católica de que los templarios adquirieran el poder del Arca de la Alianza es, según el libro, una de las razones por las que el papa Clemente V comenzó a procesar y arrestar a los templarios en 1307.

## Recepción
El libro se vendió bien, pero recibió críticas negativas de los críticos de la época. Jonathan Kirsch, del diario Los Angeles Times, ⁣escribió: «Es en parte un diario de viajes, en parte una aventura real, en parte un thriller de misterio. Pero sobre todo es una gran dosis de erudición amateur combinada con una imaginación ferviente y el tipo de narrativa que resulta útil cuando se cuentan historias de fantasmas alrededor de una fogata». Desmond Ryan, del Philadelphia Inquirer, bromeó: «Si Hancock especulara más de lo que se encuentra disperso en las muchas páginas de The Sign and the Seal, tendría que dedicarse al sector inmobiliario». Richard Furlong describió el libro como «una lectura sumamente cautivadora, escrita en un estilo fácil de seguir y sin aliento por alguien que está absorto en su tarea. Muy recomendable para los fanáticos de las conspiraciones».